# Cubillo de Ebro
Cubillo de Ebro es una localidad española del municipio de Valderredible, en el sur de Cantabria. En  2024 contaba con una población de 4 habitantes (INE).

## Geografía
La localidad está situada a 13 km de su capital, Polientes. El pueblo se encuentra a una altitud de 765 m, siendo su punto más alto Mata Cuadrada, a 956 m. 
La estratégica situación de Cubillo de Ebro, emplazado en un otero rodeado por el Ebro, permite una excelente panorámica de la zona occidental de Valderredible y en especial de la vega formada por el río Mardancho, semioculto entre las choperas que animan sus riberas. Al norte crecen robledales camino de Otero del Monte y al sur se suceden las colinas hasta el remate de La Lora en el Valderredible palentino.

## Historia
La primera referencia escrita del pueblo data del año 1275. Posteriormente, en el libro Becerro de la Behetrías del año 1352 aparece con el nombre de «Cobiello del Valle».
A mediados del siglo XIX, el lugar, ya por entonces perteneciente a Valderredible, tenía contabilizada una población de 58 habitantes. Aparece descrito en el séptimo volumen del Diccionario geográfico-estadístico-histórico de España y sus posesiones de Ultramar de Pascual Madoz de la siguiente manera:

CUBILLO DE EBRO: l. en la prov. de Santander, part. jud. de Reinosa, dióc., aud. terr. y c. g. de Burgos, ayunt. de Valderredible, en cuyo valle se halla sit. Tiene igl. parr. (San Mames) matriz de Otero, servida por un cura. Confina N. su anejo; E. Quintanas Olmo; S. Olleros, y O. Villanueva de Laño. El terreno es de mediana calidad y prod.: granos y legumbres. pobl.: 16 vec., 58 alm. contr.: con el ayuntamiento.
(Madoz, 1847, p. 198)

En la actualidad carece de servicios como bancos, ambulatorio médico, bares y restaurantes. Estos se encuentran a poco más de 1 km en la cercana localidad de Villanueva de la Nía.

## Patrimonio
La iglesia de los Santos Cosme y Damián fue fundada en 1584 (ha sido recientemente restaurada) por un médico de Felipe II y, pese a lo avanzado de su cronología, pertenece al estilo gótico tardío que vemos introducirse por Valderredible a partir de las iglesias de Susilla o de Rebollar de Ebro. Consta de una sola nave de tres tramos, con cabecera poligonal reforzada con contrafuertes escalonados y torre a los pies, descentrada y embutida en el muro, que otorga un aspecto macizo y cerrado a un edificio que, en sí, posee proporciones esbeltas. En el interior se conserva una pila bautismal de tradición románica de tipo “acueducto” y dos canecillos con cabezas de animales de la misma época, de incierta procedencia.
Hay en la localidad dos casas-torre del siglo XVII en buen estado de conservación, además de una antigua escuela y un molino.